# Zbigniew Florjańczyk
Zbigniew Jan Florjańczyk (ur. 31 stycznia 1948 w Warszawie) – polski inżynier, chemik, dr hab., profesor zwyczajny i kierownik Katedry Chemii i Technologii Polimerów Wydziału Chemiczny Politechniki Warszawskiej.

## Życiorys
W 1993 r. uzyskał tytuł profesora nauk chemicznych. Profesor zwyczajny i kierownik Katedry Chemii i Technologii Polimerów na Wydziale Chemicznym Politechniki Warszawskiej.
Przewodniczący Rady Naukowej Instytutu Chemii i Techniki Jądrowej oraz Rady Naukowej Centrum Materiałów Polimerowych i Węglowych PAN. Członek prezydium Centralnej Komisji do Spraw Stopni i Tytułów, w której był przewodniczącym Sekcji V - Nauk Matematycznych, Fizycznych, Chemicznych i Nauk o Ziemi; członek Komitetu Chemii PAN.
W 2008 r. Polskie Towarzystwo Chemiczne przyznało mu Medal Stanisława Kostaneckiego.